# 벌교초등학교 장도분교
벌교초등학교 장도분교는 대한민국 전라남도 보성군에 있었던 공립 초등학교이다.

## 학교 연혁
- 1945년 5월 1일: 개교
- 2025년 2월 28일: 폐교 및 벌교초등학교 통폐합, 80년만에 폐교

## 참고 자료
- 벌교초등학교장도분교장 - 한국교육학술정보원 학교알리미